# Charles Alexandre Lesueur
Charles Alexandre Lesueur (Le Havre, 1º gennaio 1778 – Sainte-Adresse, 12 dicembre 1846) è stato un naturalista, esploratore e pittore francese.

## Biografia
Nel 1801 si imbarcò verso l'Australia come artista nella spedizione di Nicolas Baudin. Insieme a François Péron, venne nominato naturalista di bordo alla morte dello zoologo René Maugé. I due raccolsero più di 100.000 esemplari zoologici. Tra il 1815 e il 1837 Lesueur visse negli Stati Uniti. Nel 1833, visitò Vincennes, dove realizzò il primo disegno conosciuto della Grouseland, l'abitazione di William Henry Harrison. La casa è oggi un simbolo della storia nazionale americana. Negli anni fra il 1825 e il 1837, Lesueur visse in Indiana.
Qua Charles Willson Peale eseguì un suo ritratto ad olio. L'originale si trova nella sala di lettura della Ewell Sale Stewart Library dell'Accedemia di Scienze Naturali di Filadelfia.
Nel 1845 venne nominato curatore del Museo di Storia Naturale di Le Havre.